# 劣迹令
《国家新闻出版广电总局办公厅关于加强有关广播电视节目、影视剧和网络视听节目制作传播管理的通知》，俗称劣迹令，中华人民共和国国家新闻出版广电总局办公厅于2014年9月29日下发的一份旨在“封杀劣迹艺人”的通知文件，文件中所指“劣迹艺人”是指“有吸毒、嫖娼等违法行为和丑闻劣迹者”。

## 背景
2014年3月以来，发生多起影视编剧、导演、演员因吸毒、嫖娼等违法行为被公安机关查处。9月16日晚上，剧评人李星文在微博曝光称广电总局通知“凡是有劣迹的导演、编剧、演员等主创人员参与制作的电视剧，要慎重考虑”。
2014年9月24日，一份名为《国家新闻出版社广电总局办公厅关于广播电视视频点播业务中暂停播出相关影视节目的通知》的文件在网上热传，文件显示广电总局要求“在广播电视视频点播业务中，对于有上述违法行为和丑闻劣迹者作为主创人员参与制作的影视剧、影视节目、一律暂定播出（点播）”。其中根据通知上文“上述违法行为和丑闻劣迹者”指“吸毒、嫖娼等违法行为”。在接下来的几天媒体向各电视台查证时，电视台方面均表示当时尚未收到该文件。
2014年9月29日，广电总局正式下发“封杀劣迹艺人”的通知文件《国家新闻出版广电总局办公厅关于加强有关广播电视节目、影视剧和网络视听节目制作传播管理的通知》。
2014年10月8日，广电总局“封杀劣迹艺人”的文件正式曝光，各大媒体纷纷报道。此后几年，一些一线电视台亦会对疑似涉嫌劣迹事件及政治风波的明星作品视情况删减或退剧，一些广告商标企业亦会视情况撤销劣迹明星的代言人。签订合作合同时通常有规定，艺人需要在合作期间维持良好的公众形象，如合作期间艺人陷入丑闻，则艺人通常不仅将因此被解约，还需作为过错方承担违约责任。

## 頒布之後
2020年11月23日，广电总局发布《关于加强网络秀场直播和电商直播管理的通知》，明确规定不为违法失德艺人提供公开出镜发声机会；对于问题性质严重、屡教不改的，关闭直播间，将相关主播纳入黑名单并向广播电视主管部门报告，不许其换号或换平台重新开播。
2021年2月5日，中国演出行业协会制定并公布《演出行业演艺人员从业自律管理办法》，规定对违反从业规范的演艺人员，协会根据道德建设委员会评议结果，监督引导会员单位在行业范围内实施以下自律惩戒措施：进行批评教育；取消参与行业各类相关评比、表彰、奖励、资助等资格；根据演艺人员违反从业规范情节轻重及危害程度，分别实施1年、3年、5年和永久等不同程度的行业联合抵制。受到联合抵制的演艺人员需要继续从事演出活动的，本人或者其所属单位应当在联合抵制期限届满前3个月内向道德建设委员会提出申请，经道德建设委员会综合评议后，给予是否同意复出的意见。办法由该行业协会负责解释，次月1日起试行。
2021年3月中，国家广播电视总局公布《中华人民共和国广播电视法(征求意见稿)》，向社会征求意见。其中提到，广播电视节目主创人员因违反相关法律、法规而造成不良社会影响的，国务院广播电视主管部门可以对有关节目的播放给予必要的限制。
2021年5月8日，国家网信办決定开展2021年“清朗”系列专项行动。其中就包括打击网站平台炒作劣迹艺人行为。
2021年9月，中共中央宣传部印发《关于开展文娱领域综合治理工作的通知》，要求禁止劣迹艺人转移阵地复出。

## 影响
据媒体调查，“劣迹令”对各大卫视及视频网站等的影响并不显著，但受牵连的出品方则面临作品无法播出的尴尬境地，而柯震东、高虎等“劣迹艺人”则因前景不明朗而工作停摆。
劣迹艺人曾经的作品、参加的节目如还未上传到网上，则可能需将其镜头删除、打码乃至另寻替代者补拍后才能上传；已经上传的则可能被删除，如其镜头有限，有可能在删除、打码处理后再重新上传。

## 意见
法律界人士对于中国演出行业协会的《演出行业演艺人员从业自律管理办法》存在不同意见。2021年12月15日北京洪范法律与经济研究所召开线上法律研讨会讨论“劣迹艺人的封杀和行业禁入”：中国政法大学教授王青斌认为劣迹令的颁布机构并没有获得明确法律授权，因此相应处罚可能是无效的；中国政法大学副教授陈碧则认为劣迹令缺乏充分的法律程序保障，一无警示期限限制，一般为长期处罚，二无立案要求，相关机构可以不经由立案进行处罚；北京大学教授焦海涛则从反垄断法的角度解读，认为中国演出行业协会要求成员单位进行抵制“劣迹艺人”，明显属于垄断行为，如果遇到当事人反诉则需要自己证明目的的正当性、程序的正当性和符合比例原则；中国政法大学的刘承韪教授则肯定劣迹令对行业的正面意义，但也希望能够厘清规范行业的实施者和具体方法，明确劣迹的具体范围、法律后果以及牵连作品的处置方法，同时他也质疑“劣迹”可能具有泛道德化趋势，不适合写入具体法律。这场讨论在网络上热度高涨，一度达到380万人的在线观看人数，然而在B站开播不到1小时就被封禁，被迫转为腾讯会议，转为腾讯会议后又因在线观看人数超过服务器负荷而改用微博直播，微博平台则直接以“违反社区公约”为由进行封号，研讨会被迫终止引起网络议论。江苏法德东恒律师事务所合伙人蓝天彬表示，相关政策文件和行业自律对劣迹艺人的定义比较含糊，建议要针对不同程度的劣迹进行不同等级的规制，“既不能一棒子打死人，也不能过分宽容甚至纵容劣迹艺人”。